# 達美航空
達美航空（英語：Delta Air Lines, Inc.，：DAL）是一家總部位於美國喬治亞州亞特蘭大的航空公司，目前是世界上國內客運總里程與客運機隊規模第二大的航空公司。達美航空為天合聯盟創始成員之一，其在全球六大洲52個國家擁有超過325個航點。達美航空及其子公司擁有超過80,000名員工，每天營運超過5,400班航班。達美航空共有9個樞紐機場，其中以哈茨菲爾德-傑克遜亞特蘭大國際機場為最高客量和最高升降量。達美航空亦在財富美國500強中排行第69位。此外，達美航空也與夏威夷航空為目前全球僅有兩間仍有運營波音717客機的航空公司。達美航空也在2025年Skytrax「全球最佳航空公司」中排名第22，為目前排名最高的三星級航空公司，也是所有美國的航空公司中排名最高的。

## 歷史

### 原達美航空
1925年3月2日，達美航空於喬治亞州梅肯成立，成立之初為 Huff Daland Dusters 公司，提供農作農藥噴灑服務，之後公司將飛機首架現存在南方航空博物館上原本存放殺蟲劑的地方裝設一個座椅，開始在美國東南方進行單一旅客載運服務。1925年，公司遷往路易斯安那州東北的沃希托縣門羅，於1929年晚期進行旅客載運服務。Collett E. Woolman 於1928年9月13日買下公司，將其更名為「達美空中服務」（Delta Air Service）。得名於密西西比河三角洲。
達美擴增許多航線，併購其他航空公司，逐漸地拓展公司規模。1960年代汰換既有的螺旋槳飛機，採用噴射客機；1970年代開啟國際航線，進入與歐洲航空競爭的時期；1980年代更拓展至跨太平洋航線。達美航空的企業標誌與DC-8飛機的尾翼相似，由兩個3D三角形組成。當時曾用中文譯名「旦達航空」。
達美航空曾因燃油價格上升於2005年9月14日向美國政府申請破產保護，這是其公司成立後76年歷史中首次提交破產保護，之後又因2006年8月27日發生的美国康姆航空5191号班机空难導致輿論疊加（因康姆航空为达美航空旗下达美连接航空直属子公司），在這些壓力下達美航空於2007年4月30日進行重組，隨後結束破產保護，但後來受全球金融風暴衝擊再度陷入虧損危機。

達美航空與西北航空於2008年4月14日公布合併計劃

2008年4月14日，受金融風暴以及美國航空的衝擊影響下，持續虧損並準備再度申請破產保護的達美航空接受了同於2007年脫離破產保護但迅速恢復盈利的西北航空收購要求。經過雙方持續半年的談判後，西北航空正式於2008年10月30日以28億美元收購達美航空。
2009年2月，經過雙方同意後西北航空決定保留達美航空的名稱繼續營運及保留現有達美航空的標誌，同時西北航空旗下的飛行常客獎勵計劃和貴賓室將併入達美航空。

### 與西北航空合併後
2010年1月31日，在最後一班以西北航空名稱的航班到達目的地後，西北航空正式合并进入達美航空營運。
2015年7月27日，中國東方航空與達美航空簽署協議，協議包括達美航空向中國東方航空投資4.5億美元並取得其3.55%股權。之後在9月1日，兩家公司在上海正式簽署《關於達美航空戰略入股東航認股協議確認書》和《市場協議》，雙方表示將在代碼共享、艙位管理、時刻協調、銷售合作、機場設施共享、常旅客計劃、貴賓室及系統投資、人員交流等領域開展深入合作，構建長期、全面的合作夥伴關係。
2017年3月14日，達美航空以6.20億美元收購墨西哥國際航空的額外32％股權，完成收購後持股量將增加至36.2%。另外，達美還擁有增購12.8%股份的權利，因此達美未來最多可持有墨西哥國際航空49%的股權。
2017年7月28日，達美航空宣佈將投資3.75億歐元收購其聯營夥伴法荷航集團10%的股權，並獲得董事會一個席位。
2019年9月23日，達美航空增持大韓航空母公司韓進集團至10%。
2019年9月26日，達美航空斥資19億美元收購南美航空集團20%股權，並將投資3.5億美元與南美航空集團建立戰略夥伴關係。
2020年初，新型冠状病毒病的全球性爆發導致達美航空不得不暫時取消絕大多數客運航線，並將部分航線緊急轉為貨運航線，同時退役旗下全部波音777、麥道MD-80和麥道MD-90機型。儘管如此，達美航空還是在2020年第一季度虧損5.34億美元，全年亏损共计123.85亿美元，這是達美航空自成立以來最嚴重的一次虧損，其虧損額已經遠超達美航空在2005-2007年破產保護期間每年的虧損額。
2021年，隨著航空市場開始復蘇，達美航空2021年7月15日宣佈2021年第一季度盈利6.52億美元，標誌著長達一年零一個季度的巨額虧損期結束，但仍嚴重低於2019年同期水平。同年，達美航空宣佈收購29架二手波音737並向空中客車租賃公司租借7架二手空中客車A350以彌補航空業復蘇後的機隊短缺問題。
2023年5月，達美航空因其在2019年對客戶宣稱的碳中和聲明被證實為虛假宣傳而被美國政府指控。

### 前身
達美航空經歷過去80多年的併購才有今日的規模，最近一次發生在2008年10月29日，西北航空以28億美元收購達美航空，成為當時世界上規模最大的航空公司。合併案通過後，兩公司暫時保持獨立營運。2009年2月起，達美與西北的合併程序逐步進行。二月開始，兩航均有業務的機場先後進行航站櫃檯、登機位等地勤服務的搬遷整合和標誌更換。2010年1月31日，達美與西北完成合併，使用同一套訂位系統和網站，達美貴賓室（Crown Room Club）與西北貴賓室（WorldClub）合併為「達美飛凡貴賓室」(SkyClub)，西北里程獎勵計劃「World Perks」併入達美「SkyMiles」，西北航空品牌正式走入歷史。
已併入達美航空的航空公司如下：
- 芝加哥與南方航空（英语：Chicago and Southern Air Lines）：1933年成立，1953年併入達美。[10]達美曾以該公司名稱Delta-C&S營運兩年。[20]
- 東北航空：1931年成立，1972年併入達美。[10][21]
- 西北航空：1926年成立，2010年達美并入西北航空后改以达美名号运营。
  - 共和航空（英语：Republic Airlines (1979–1986)）：1979年成立，1986年併入西北。
    - 休斯西部航空（英语：Hughes Airwest）：1968年成立，1980年併入共和。
      - 伯拿札航空（英语：Bonanza Air Lines）：1945年成立，1968年併入休斯。
      - 西方太平洋航空（英语：Pacific_Air_Lines）：1941年成立，1968年併入休斯。
      - 西岸航空（英语：West Coast Airlines）：1941年成立，1968年併入休斯。

    - 北部中央航空（英语：North Central Airlines）：1946年成立，1979年併入共和。
    - 美國南方航空（英语：Southern Airways）：1944年成立，1979年併入共和。
- 泛美航空：1927 年成立，1991年因破產而將部分航權、財產併入達美。
  - 大西洋、墨西哥灣與加勒比航空（Atlantic, Gulf, and Caribbean Airways）：1927年成立，1928年併入泛美。
  - 美國海外航空：1937 年成立，1950 年併入泛美。
  - 美國航空公司 / 美國國際航空（Aviation Corporation of the Americas/American International Airways）：1926年成立，1928年併入泛美。
  - 美國國家航空：1934年成立，1980年併入泛美。
- 美國西部航空（英语：Western Airlines）：1925年成立，1987年併入達美。
  - 標準航空（英语：Standard Air Lines）：1927年成立，1930年併入西部。

### 達美旗下已停止營運的航空公司
- Delta Express（英语：Delta Express）於1996年10月開始營運，是達美為了與低成本航空競爭而成立，重點為休閒度假航線。樞紐機場設在奧蘭多國際機場，以波音737–200客機營運。2003年11月，達美成立Song，Delta Express停止營運。[22]
- Song（英语：Song (airline)）是達美航空旗下的單一客艙航空公司，為了與捷藍航空競爭而成立，於2003年4月15日開始營運。雖然東北至佛羅里達的市場狀況相當成功，但是營收並不理想。[23]2006年5月1日，Song併入達美航空。
- 達美私人飛機航空於1984年開始營運，提供私人飛機的飛行服務。2020年1月31日，達美私人飛機航空併入Wheels Up（英语：Wheels Up）。

## 航點
達美航空擁有242個航點，每天有超過15,000班航班。

### 代碼共享
達美航空與以下航空公司實行代碼共享：
- 阿根廷航空
- 墨西哥國際航空
- 歐洲航空
- 法國航空
- 波羅的海航空
- 中華航空
- 中國東方航空
- 捷克航空
- 以色列航空
- 嘉魯達印尼航空
- 夏威夷航空
- ITA航空
- 肯亞航空
- 荷蘭皇家航空
- 大韓航空
- 南美航空
- 區域快線航空
- 北歐航空
- 沙特阿拉伯航空
- 海運航空
- 上海航空
- 泛航航空
- 天空快遞航空
- 越南航空
- 維珍航空
- 西捷航空

## 現役機隊
截至2025年4月，達美航空平均機齡為15.2年，擁有以下飛機（不包括達美連接航空的機隊）：

### 機隊

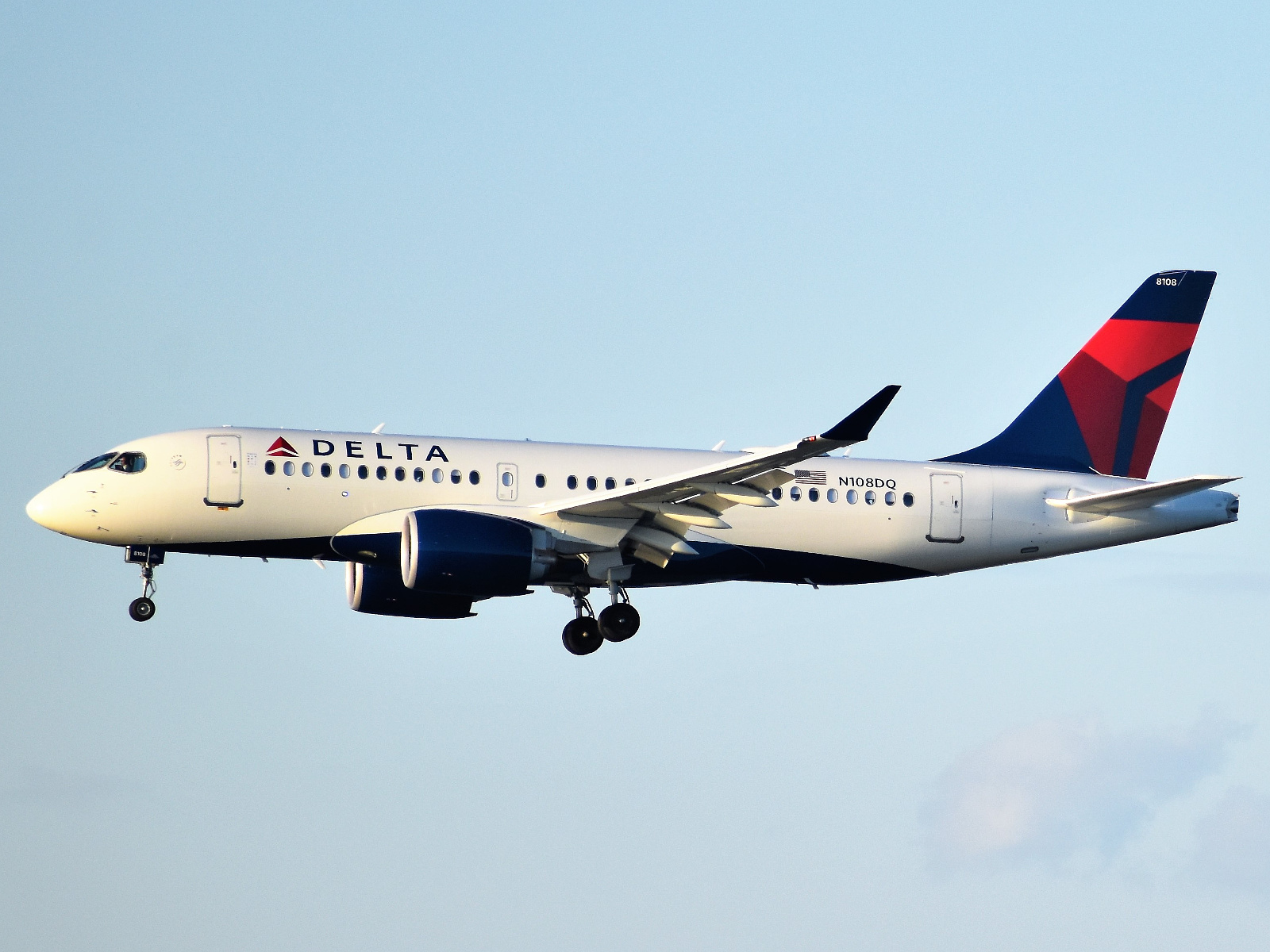
空中巴士A220-100
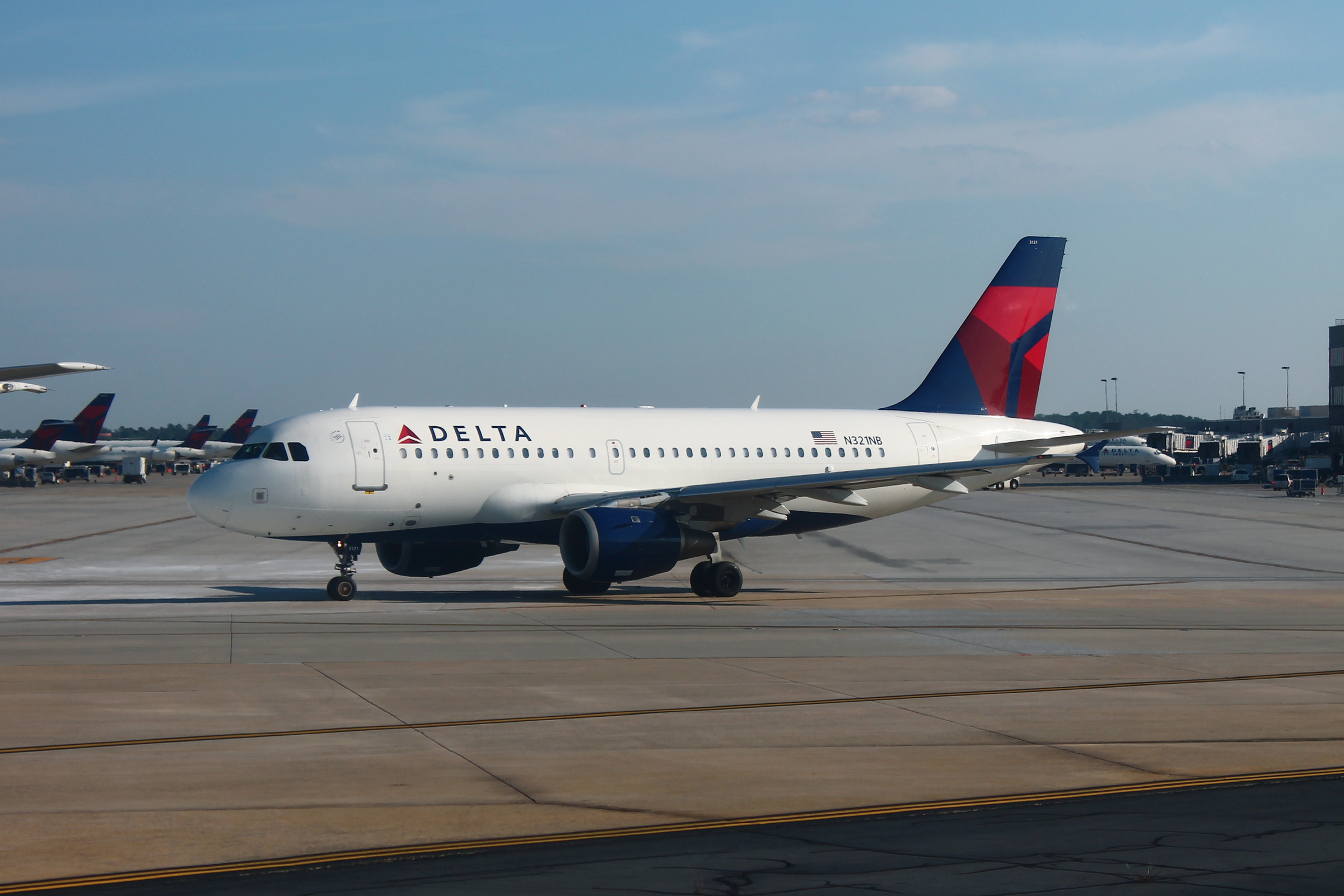
空中巴士A319
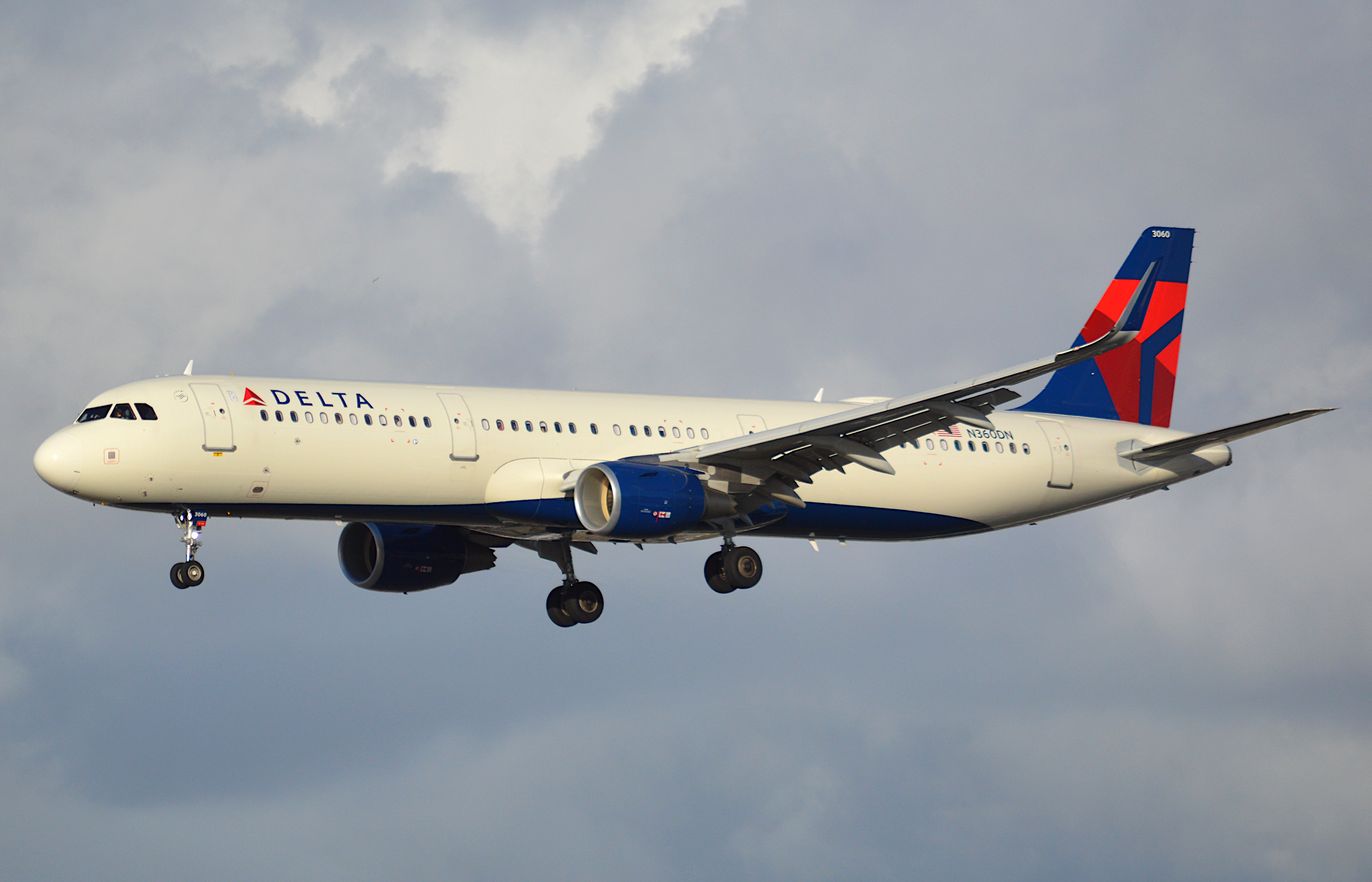
空中巴士A321
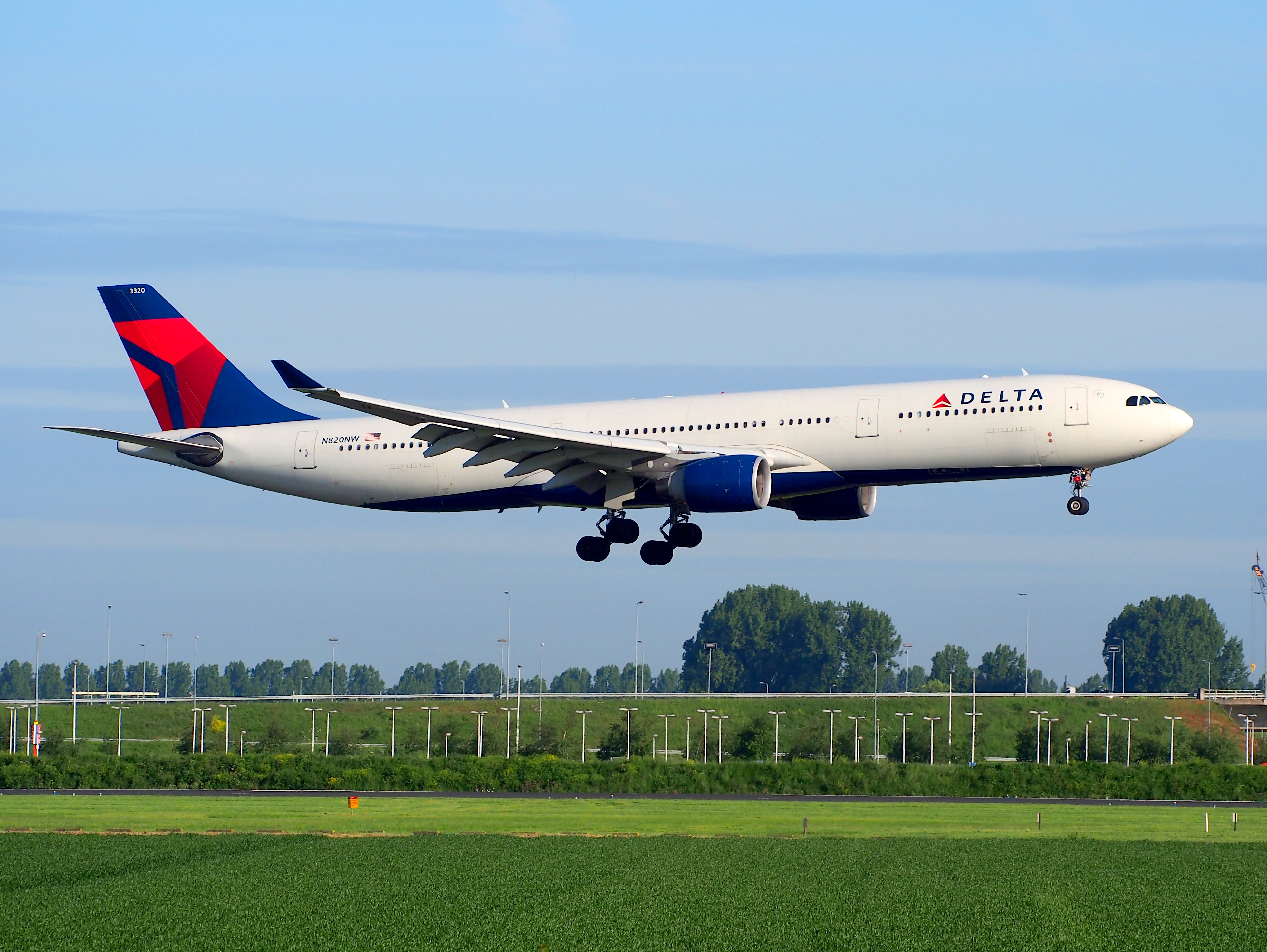
空中巴士A330-300
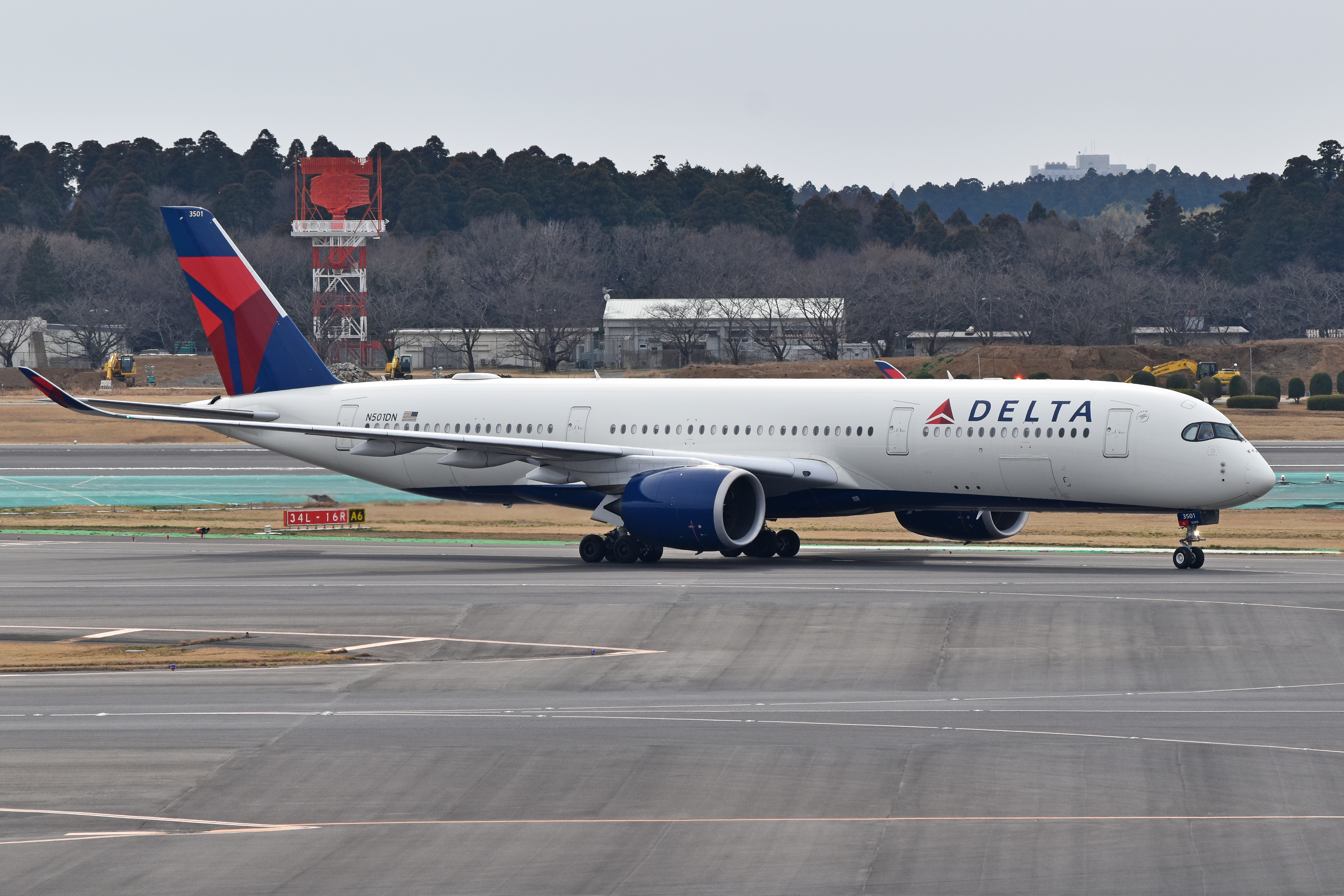
空中巴士A350-900
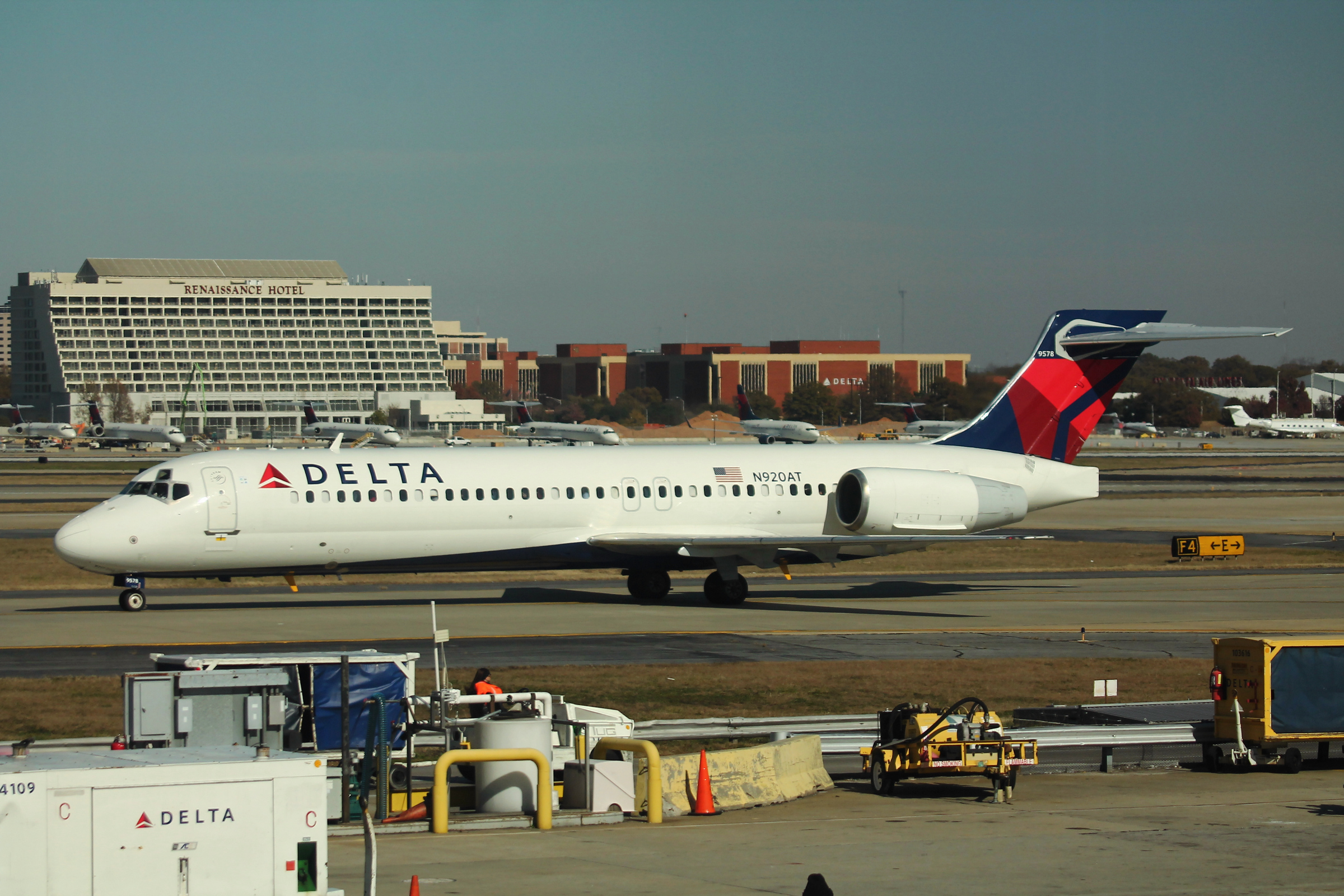
波音717-200
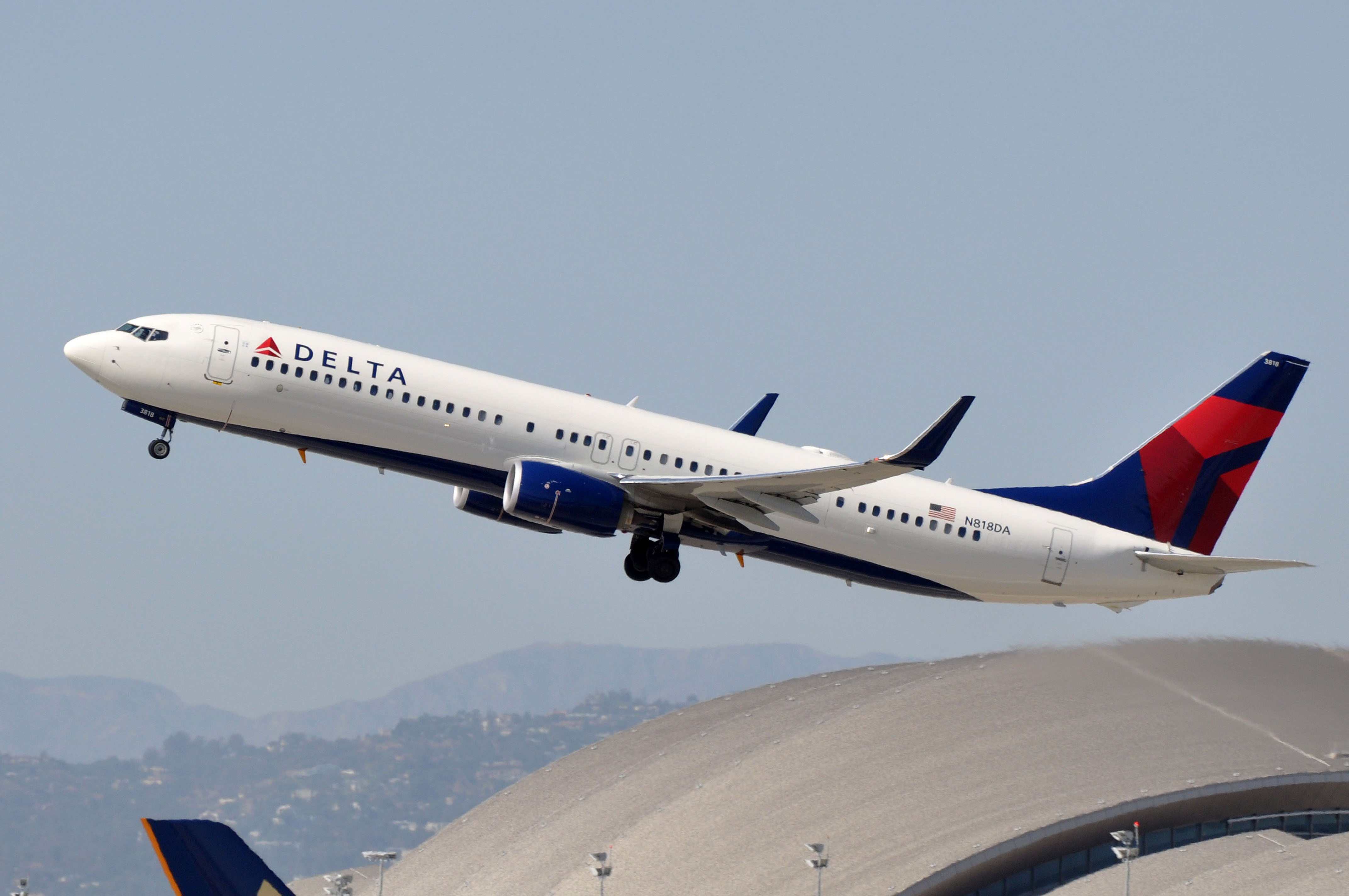
波音737-900ER
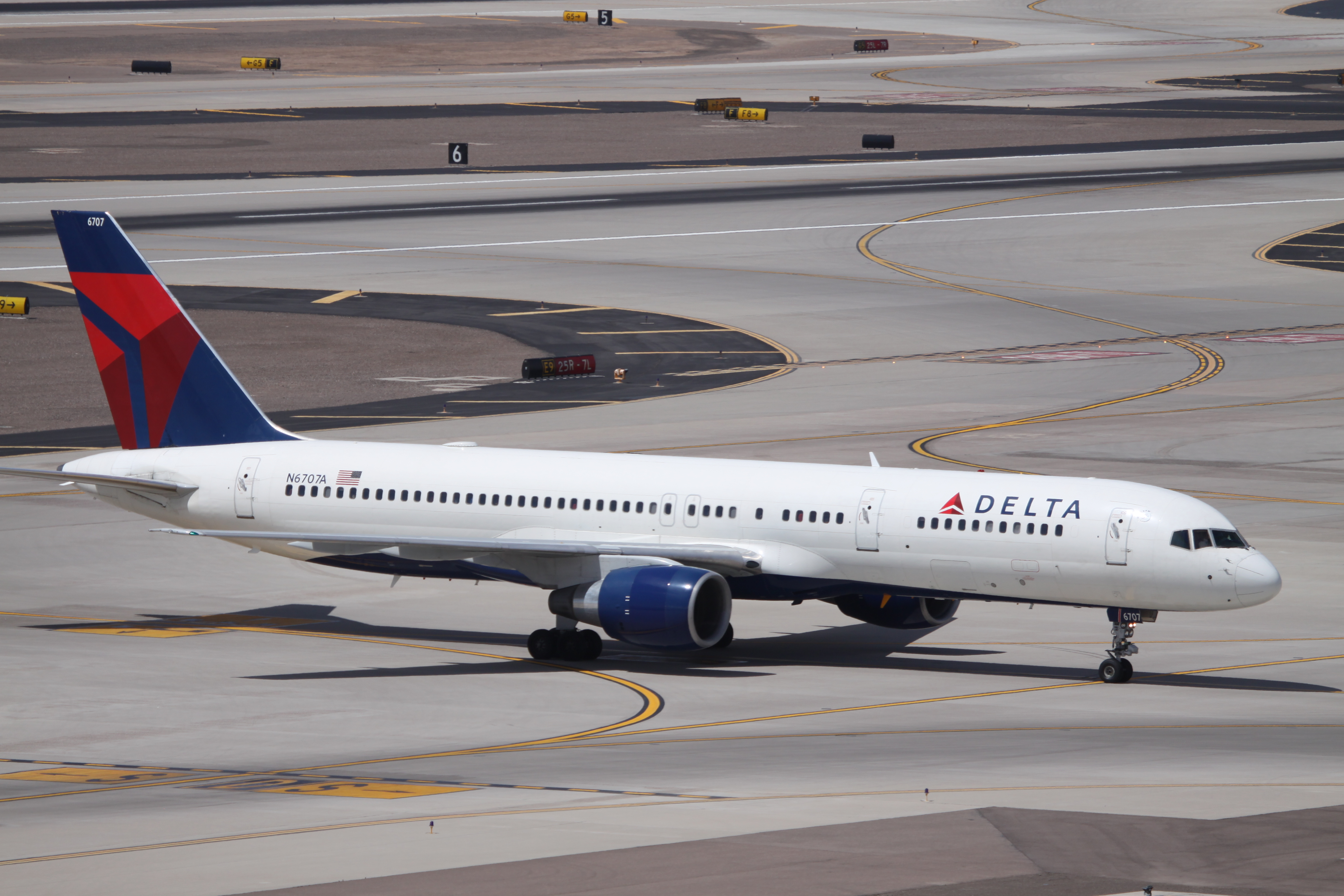
波音757-200
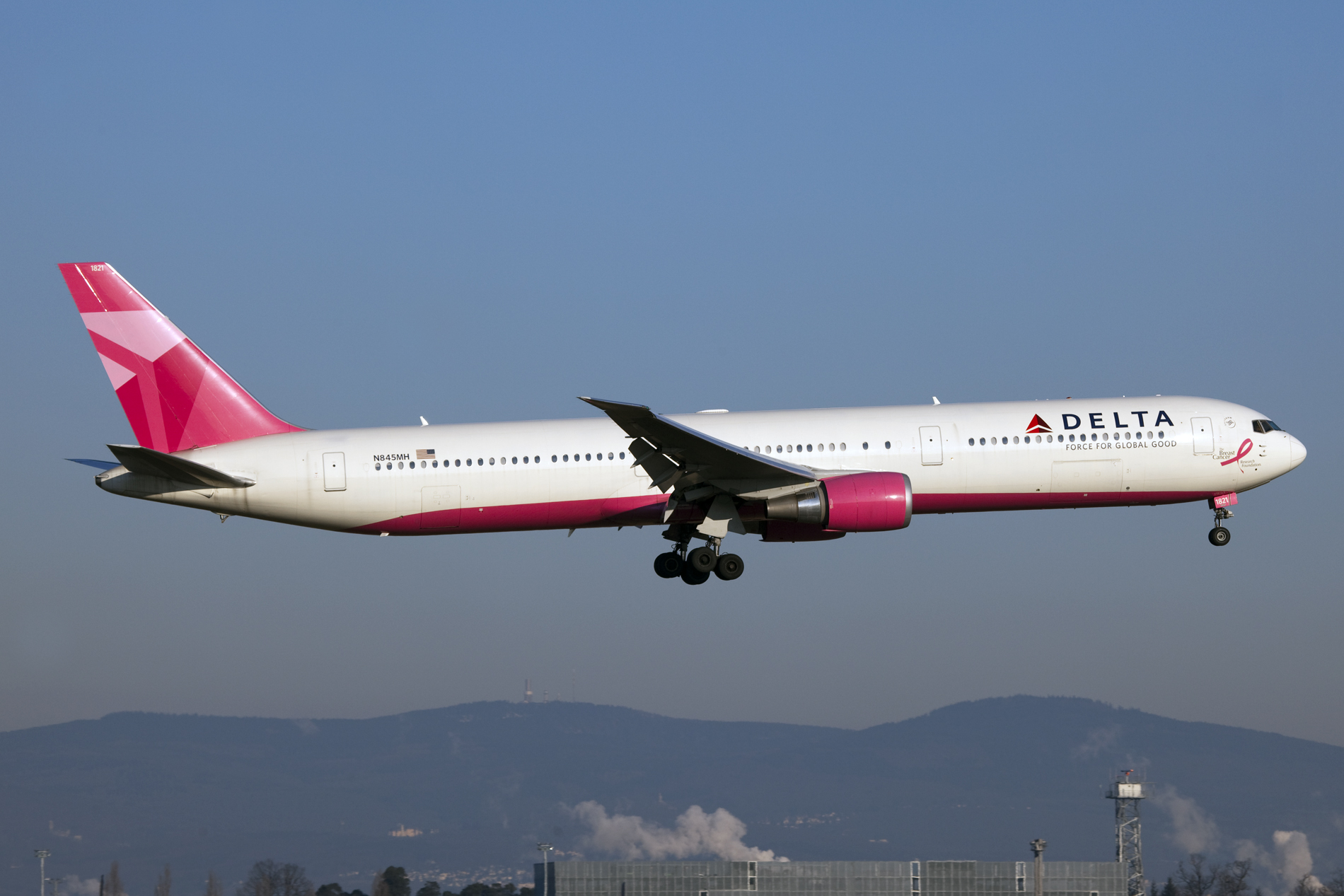
披上乳癌研究基金會宣傳塗裝的波音767-400ER

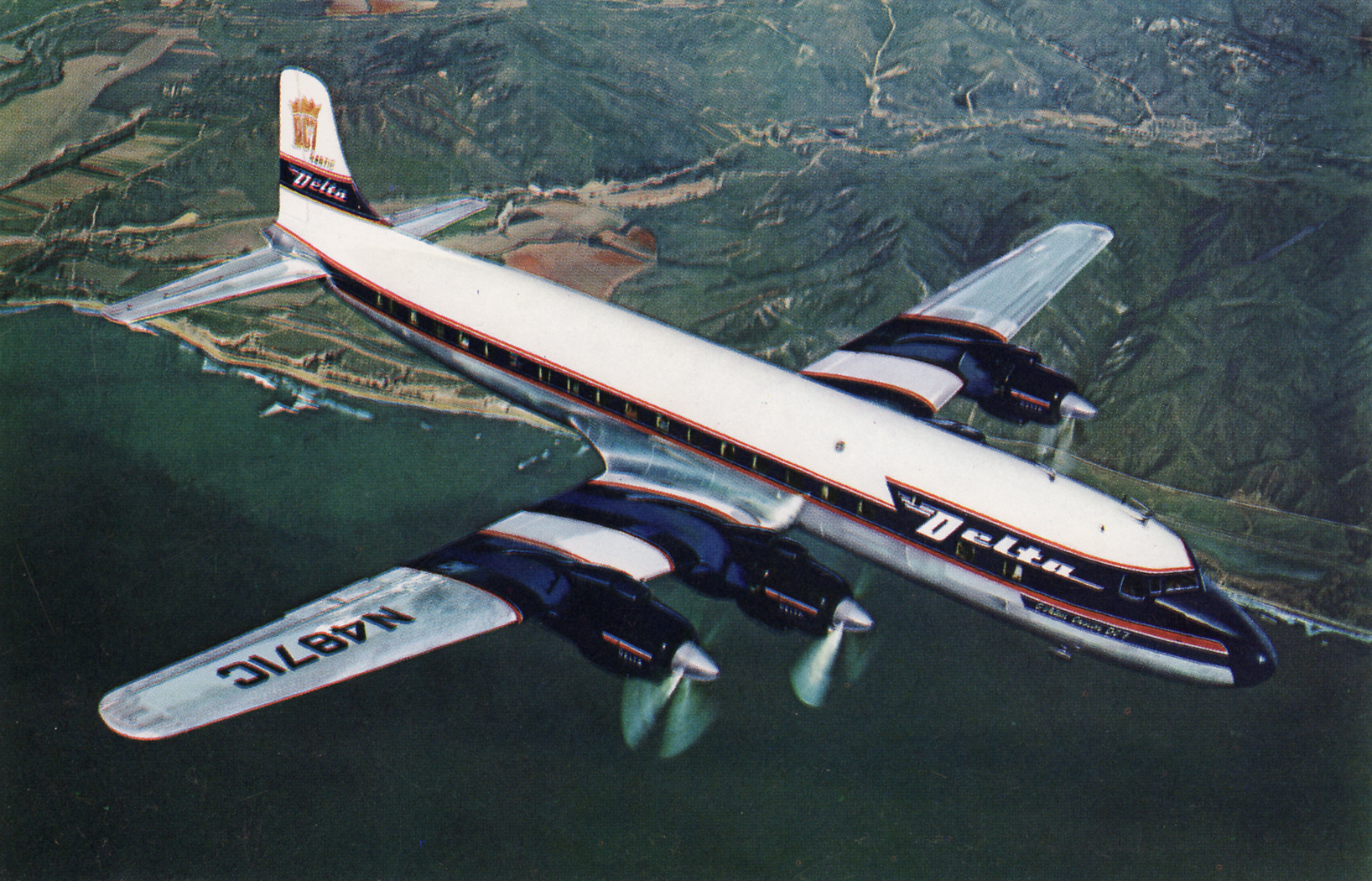
道格拉斯DC-7
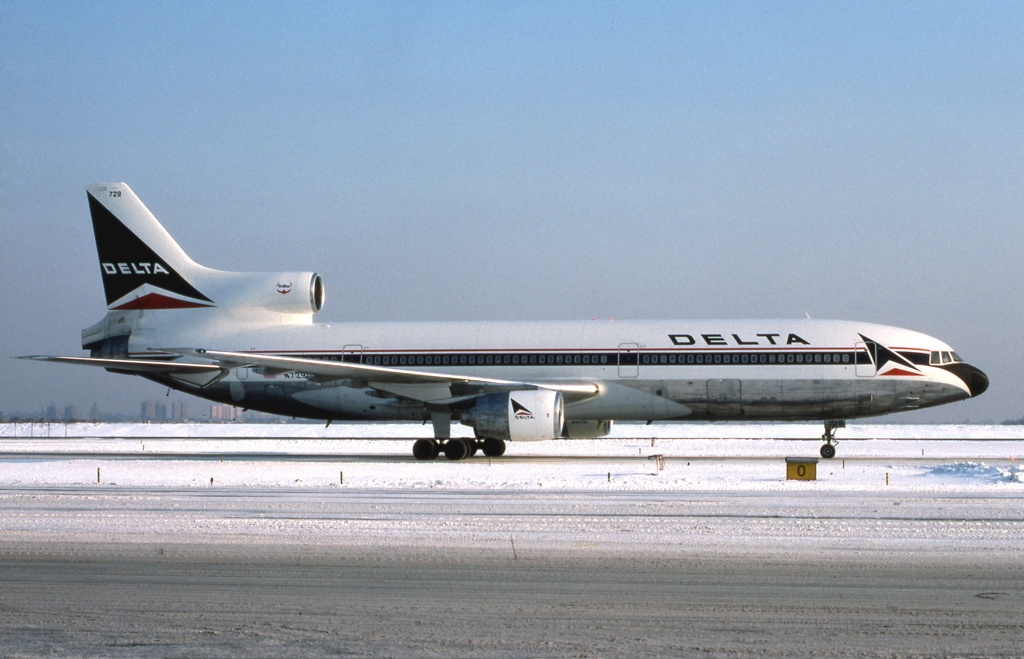
洛歇三星
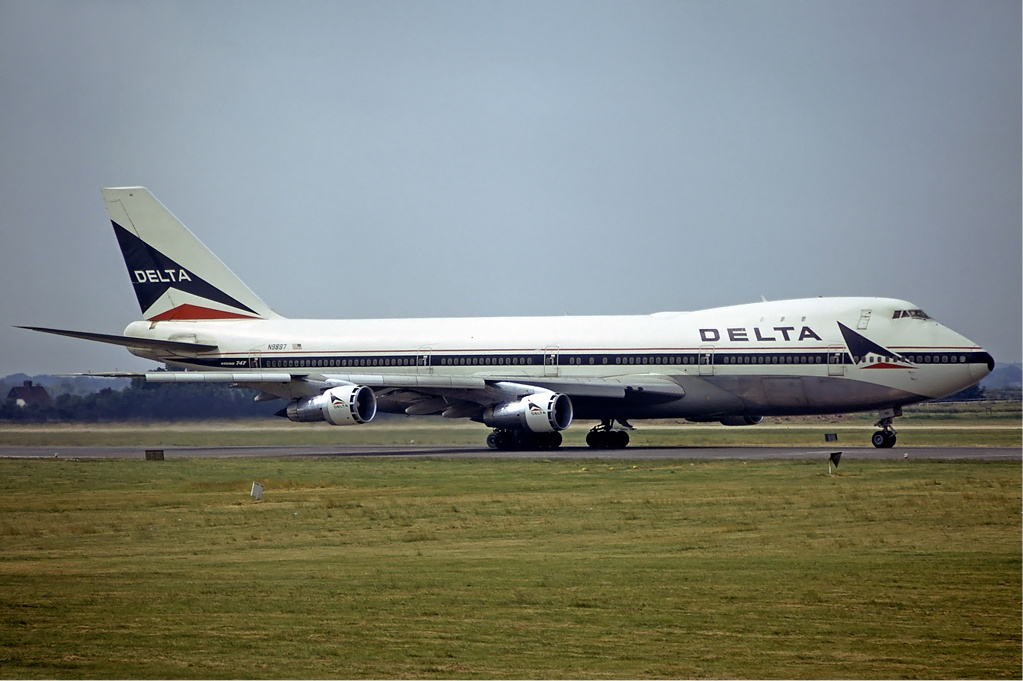
波音747-100
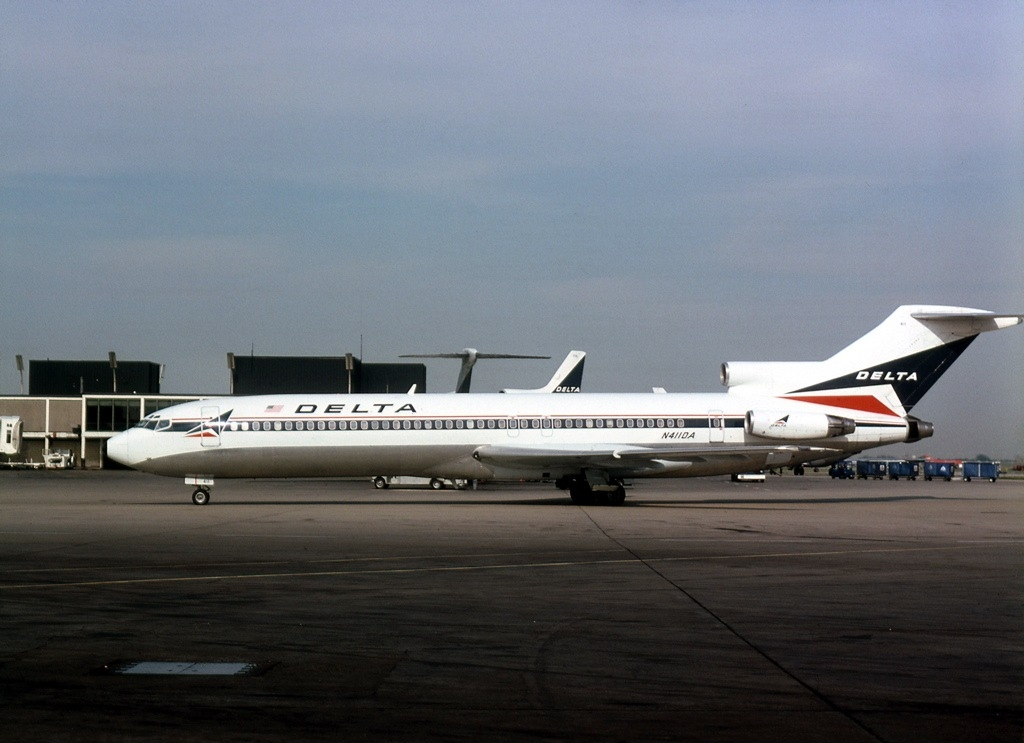
波音727-200
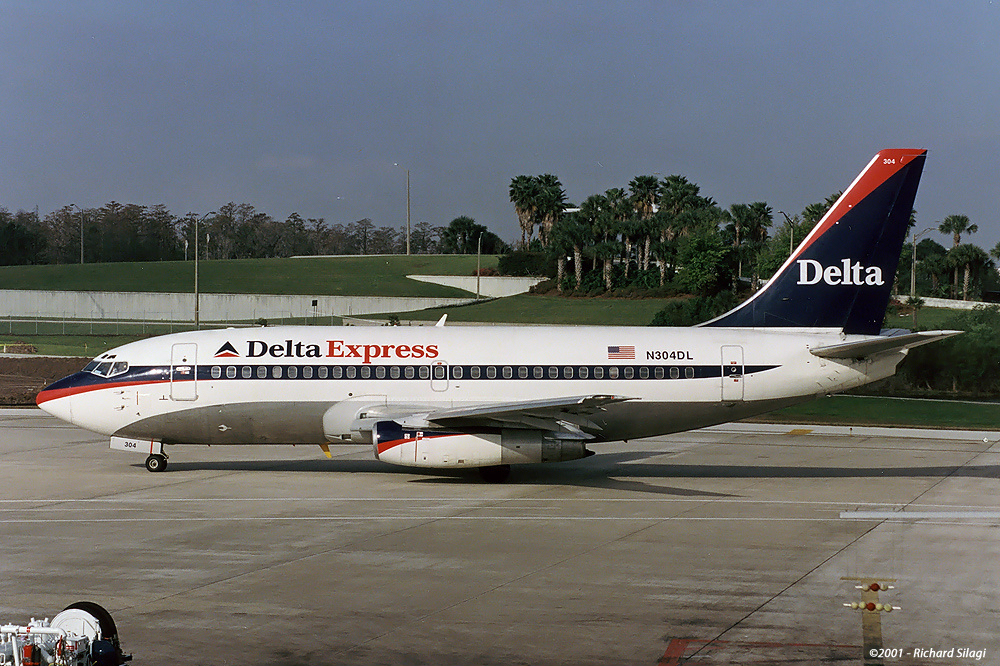
Delta Express的波音737-200
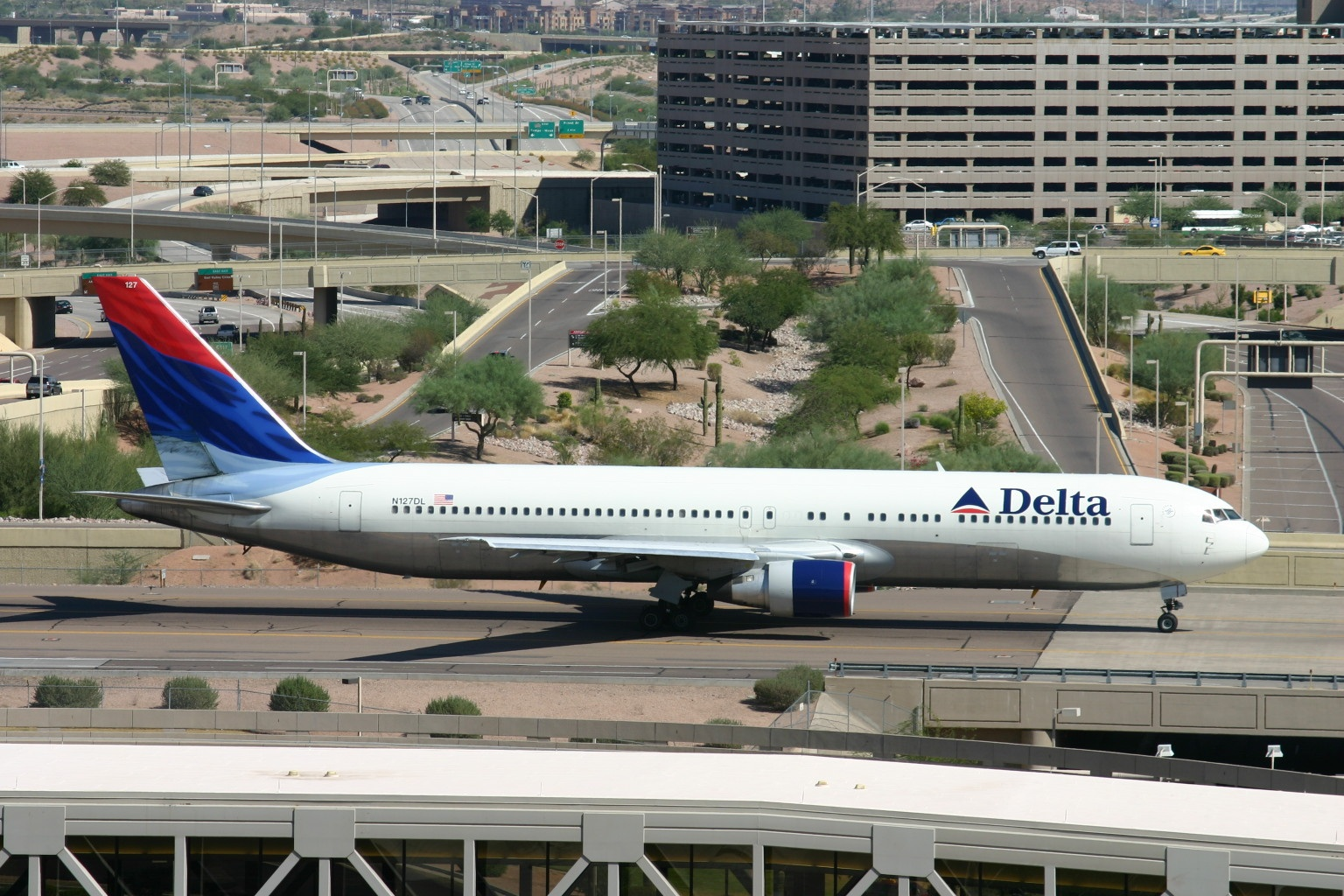
波音767-300
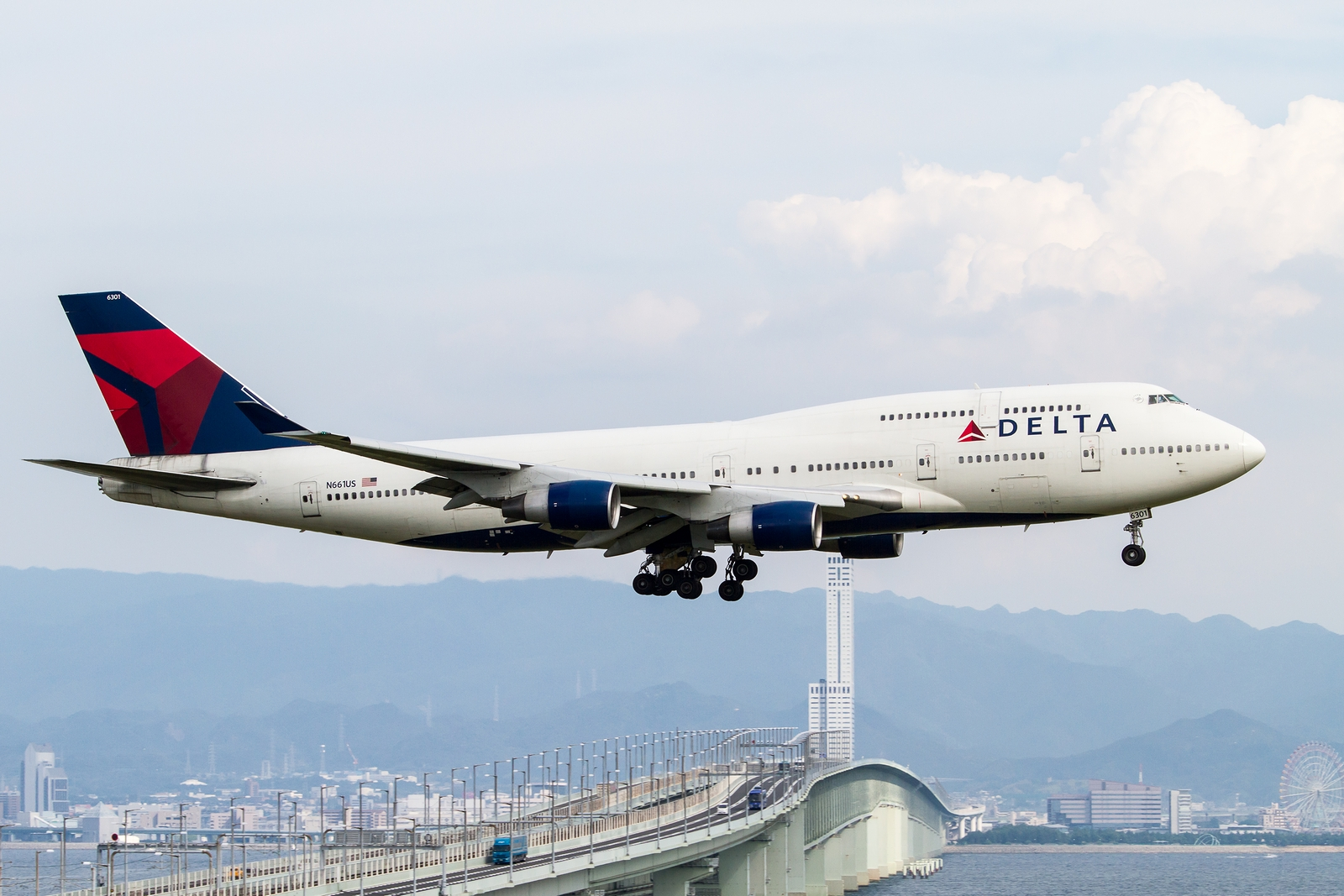
原屬西北航空的波音747-400，此機現保存於達美航空博物館中作爲展品
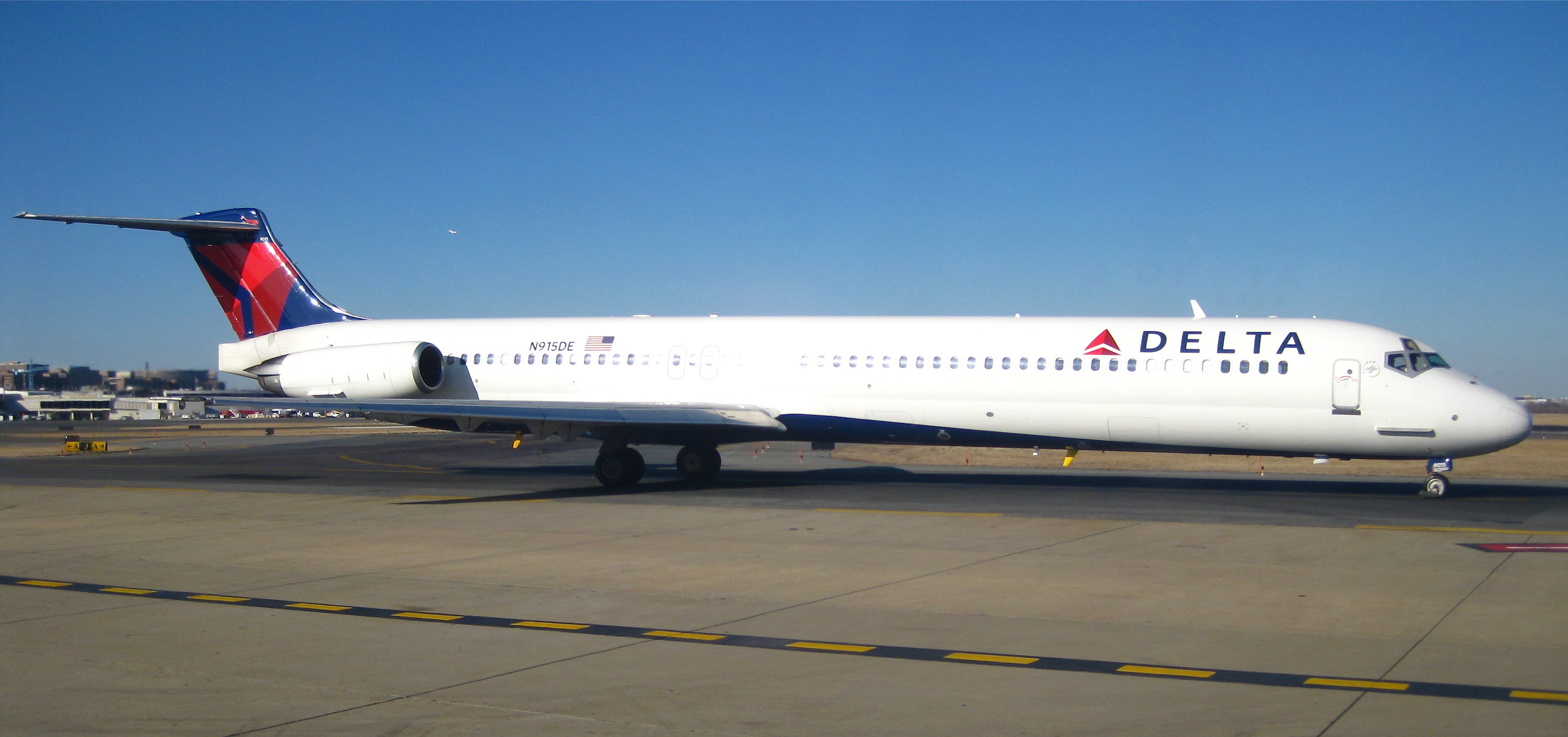
因2019冠状病毒病疫情而提早退役的麥道MD-88
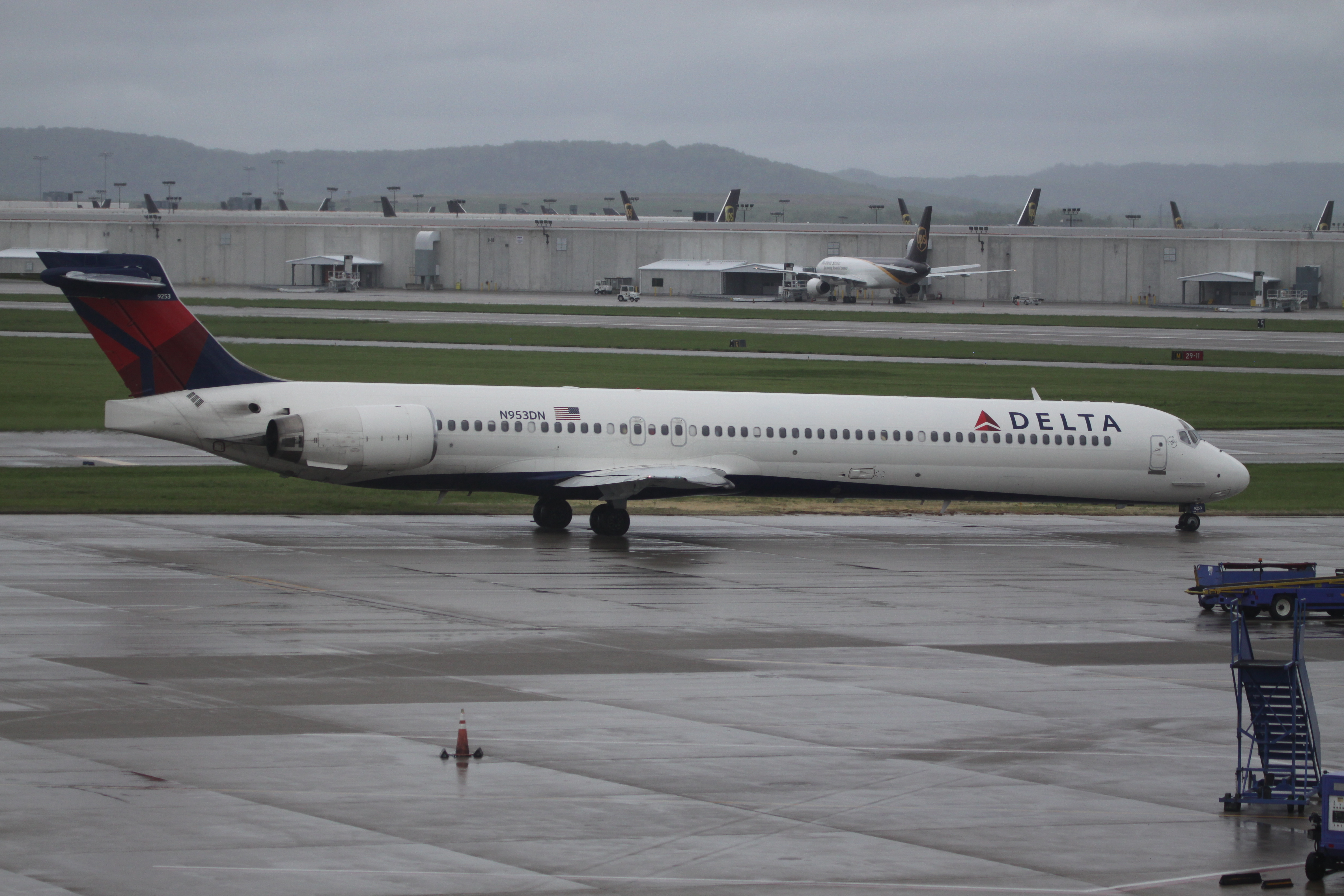
因2019冠状病毒病疫情而提早退役的麥道MD-90
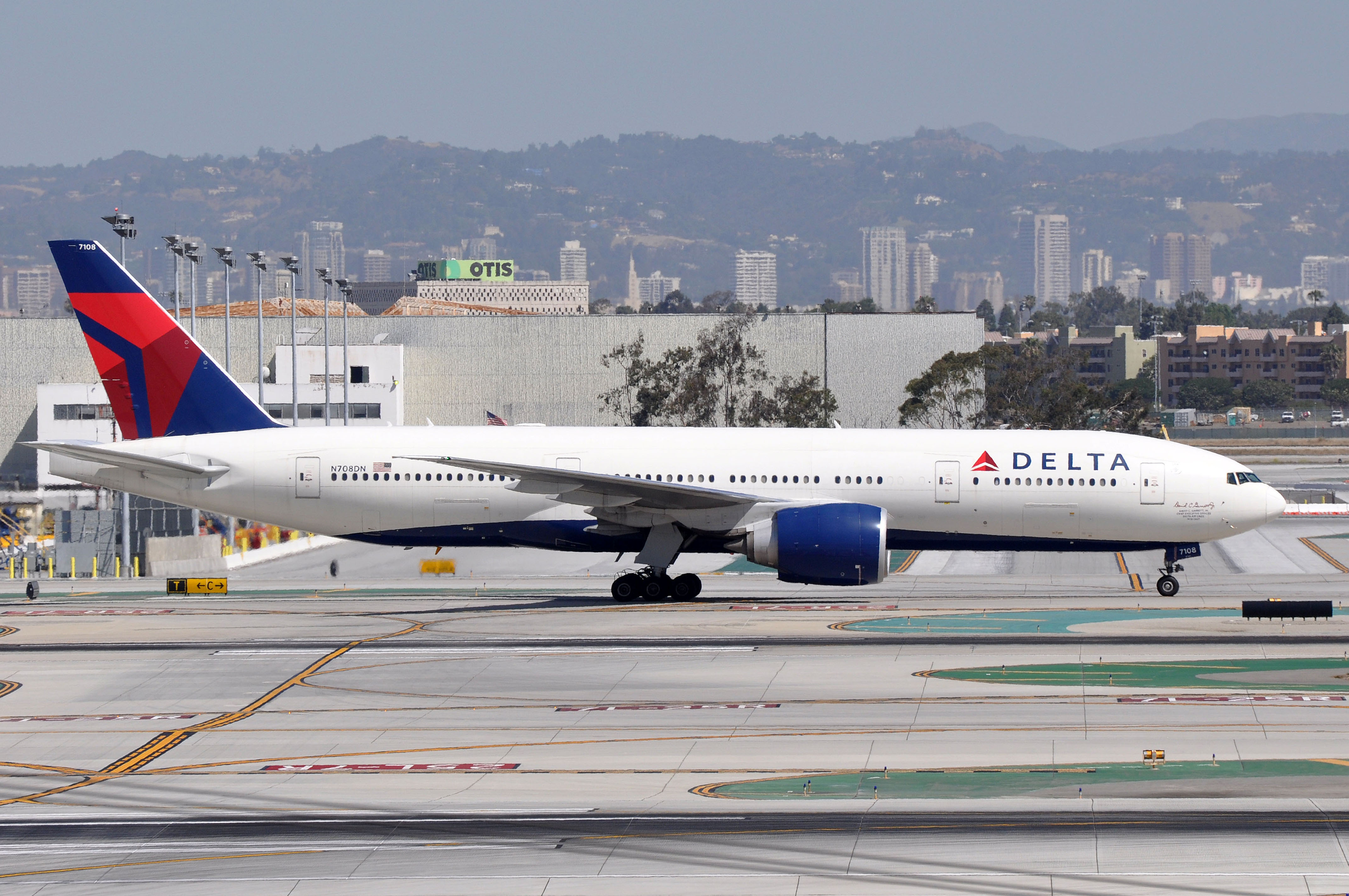
因2019冠狀病毒病疫情而提早退役的 波音777-200LR
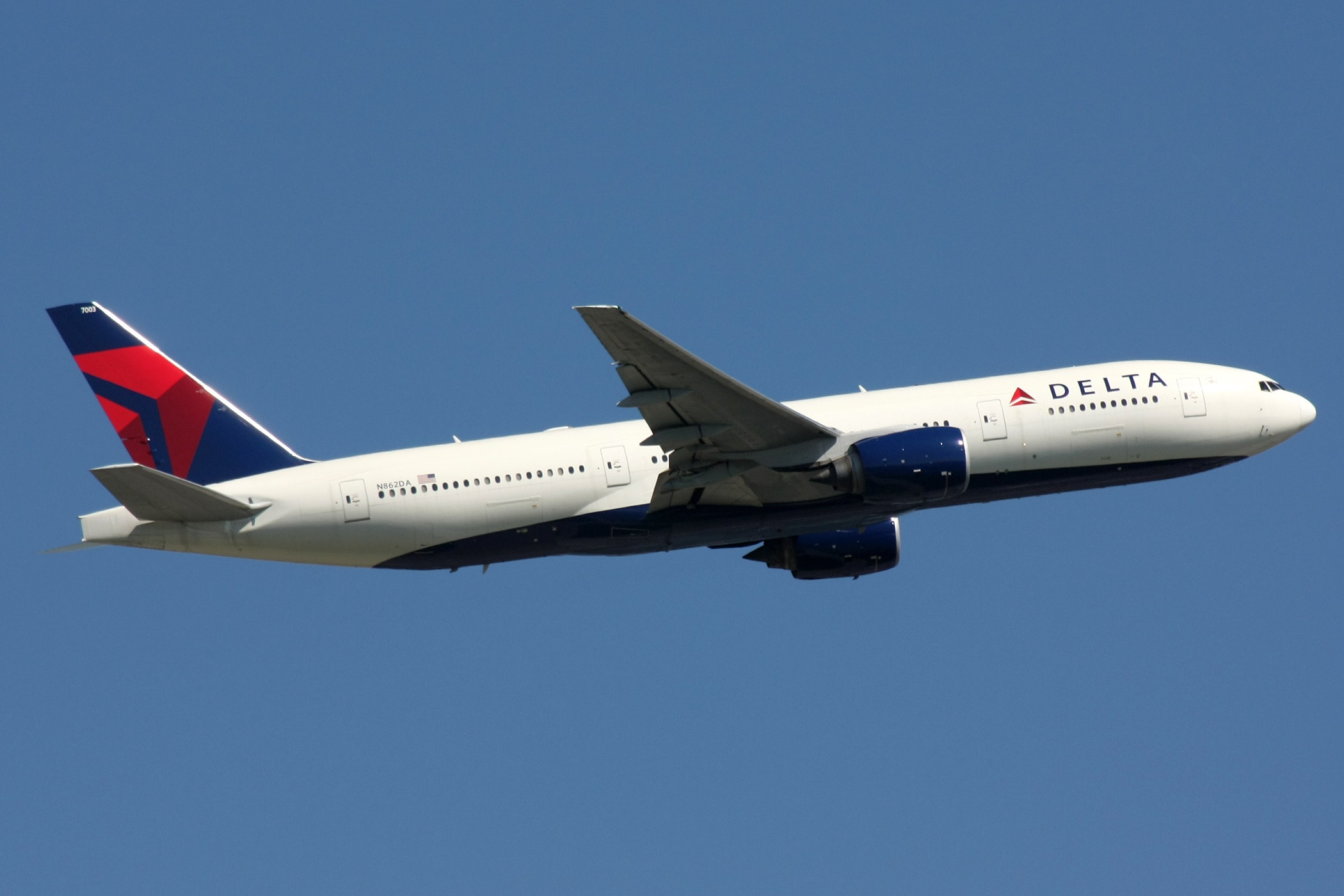
因2019冠狀病毒病疫情而提早退役的波音777-200ER

## 意外事件
達美航空曾12次遇上劫機者劫機，但從未成功。
從1953年開始，達美航空發生了9次致命事故。最嚴重的一次發生在1985年8月2日，當日一架洛歇L-1011「三星式」客機遇上了微下击暴流（風切變中的一种），在達拉斯/沃斯堡國際機場機場墜毀，造成机上135人死亡。而最近一次致命事故發生在2006年8月27日，一架庞巴迪CRJ-100ER在蓝草机场起飛時坠毁，机上50人有49人死亡。

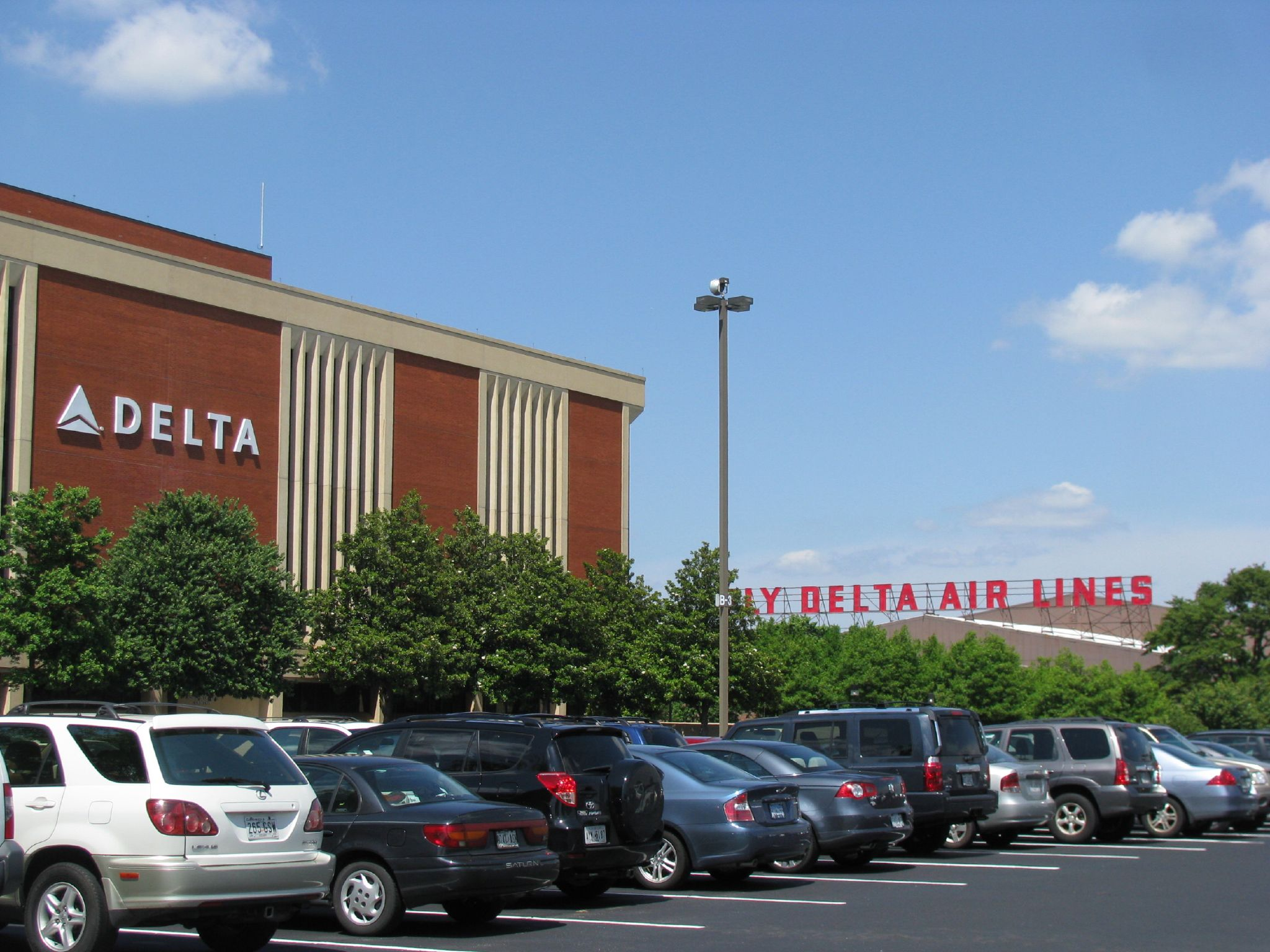
位於亞特蘭大的達美航空總部

- 達美航空1141號班機空難（Delta Air Lines Flight 1141）是指1988年8月31日，自達拉斯/沃斯堡國際機場飛往鹽湖城國際機場的達美航空1141號班機，因在起飛前沒有展開襟翼，在起飛後不久即失速墜毀，造成機上108人中14人死亡，76人輕重傷。

- 2016年9月6日中午12時25分，達美航空公司166號班機，機型波音767，原定由台北經東京飛去西雅圖，但在前往東京途中，懷疑飛機機艙加壓系統出現異狀，緊急迫降那霸機場，所幸無人傷亡。[39]

- 2017年4月28日，达美航空由A330型客机執飛的DL188次航班由北京首都国际机场往底特律时起飞後因為右引擎起火而返航。[40][41]

- 2018年11月13日，达美航空一架以A350型客机执飞的DL582次航班从上海浦东国际机场飞往底特律时起飞时由于跑道未净空造成DL582在高速状态下中断起飞，当时飞机机头即将拉起，所幸飞行员迅速反应紧急刹车，未造成事故。入侵跑道的飞机為日航客机。

- 2020年1月14日，達美航空從洛杉磯飛往上海的一架波音777航班，中午起飛不久後隨即遭遇引擎故障，飛機為減輕降落重量在空中緊急釋放燃油，並折返洛杉磯機場。釋放的燃油導致地面的小學及居民共42人受傷，主要是皮膚和眼睛受到燃油刺激出現不適症狀[42]。

- 2023年7月17日，達美航空飛機一架原本由拉斯維加斯飛往亞特蘭大的飛機但航班延誤滯留停機坪，有乘客表示當日氣溫達43.8度，在沒開冷氣的情況下，在機艙等待近4小時，多名乘客及機組人員不適送院。[43]

- 2024年1月14日，全日空一架波音777飞机的左翼尖端在奥黑尔国际机场撞上达美航空波音717飞机的尾部，暂无人员伤亡报告。[44]

- 2025年2月17日，达美连接航空一架庞巴迪CRJ-900-LR客機在皮爾森機場降落時客機翻转並起火。機上80人一共19人受傷，當中3人危殆，無人罹難。[45]

## 外部連結
- 達美航空 （页面存档备份，存于）（英文）（繁體中文）（简体中文）（日語）（西班牙文）（俄文）（德文）（法文）（意大利文）（葡萄牙文）
- 達美航空的Facebook專頁
- 達美航空的X（前Twitter）